# Las Cuchillas
Las Cuchillas är en ort i Mexiko.   Den ligger i kommunen Guasave och delstaten Sinaloa, i den västra delen av landet, 1 200 km nordväst om huvudstaden Mexico City. Las Cuchillas ligger 19 meter över havet och antalet invånare är 267.
Terrängen runt Las Cuchillas är mycket platt. Runt Las Cuchillas är det ganska tätbefolkat, med 80 invånare per kvadratkilometer. Närmaste större samhälle är Guasave, 18,2 km väster om Las Cuchillas. Trakten runt Las Cuchillas består till största delen av jordbruksmark.